# سرنخ
سرنخ مجموعه‌ای تلویزیونی به کارگردانی، نویسندگی و تهیه‌کنندگی کیومرث پوراحمد و آهنگسازی ناصر چشم آذر، ساخته سال ۱۳۷۵ در ژانر پلیسی و معمایی است که از شبکه اول ایران پخش شده است.

## داستان
سرنخ ماجراهایی پلیسی است که یک بازپرس اصفهانی به نام امیرحسین اوصیا با بازی جهانبخش سلطانی به همراه یک افسر آگاهی (مصطفی) سعی در حل آنها دارد.

## بازیگران
| بازیگر             | نقش            | توضیحات       |
| ------------------ | -------------- | ------------- |
| جهانبخش سلطانی     | امیرحسین اوصیا | بازپرس        |
| پوراندخت مهیمن     | فروغ           | همسر اوصیا    |
| سارا سلطانی        | سارا           | دختر اوصیا    |
| سالار سلطانی       | امیرمسعود      | پسر اوصیا     |
| پروین دخت یزدانیان | خانم جان       | مادر اوصیا    |
| اسکندر رفیعی       | وحید کشاورز    |               |
| پری کربلایی        | راضیه          | همسر کشاورز   |
| ایران مسعود        | عمه خانم       |               |
| جمشید صدری         | محبی           |               |
| حسین حشمتی         | حشمتی          |               |
| هدایت کربلایی      | کربلایی        |               |
| محمدعلی میاندار    | بازپرس مولوی   |               |
| شهرام همتی         | شهروز محبی     |               |
| حمید کرمانی        |                | مامور پلیس    |
| بهزاد خداویسی      | مصطفی          | دستیار بازپرس |
| عباس منتجم شیرازی  |                |               |
| لیلی رشیدی         |                |               |
| ایرج نوذری         |                |               |
| مجید مشیری         |                |               |
| رضا کیانیان        |                |               |
| افسانه بایگان      |                |               |
| محمدرضا فروتن      |                |               |